# フランシス・テイラー・ピゴット

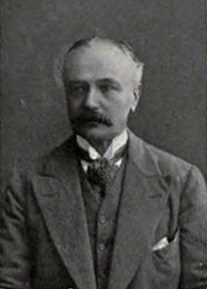
フランシス・テイラー・ピゴット

フランシス・テイラー・ピゴット（Francis Taylor Pigott、1852年4月25日 - 1925年3月12日）は、明治時代にお雇い外国人として来日したイギリスの法律家、東洋学者である。妻は、鉄道事業家で自由党議員のジャスパー・ジョーンズの娘のマーベル・ジョーンズ。

## 経歴
1852年、イングランド南東部、サリー西部のギルフォードに生まれる。ケンブリッジ大学トリニティー・カレッジを卒業。
1881年年、イギリスの鉄道事業家であり自由党議員のジャスパー・ウィルソン・ジョーンズの娘のマーベルと結婚。1883年、息子フランシス・スチュワート・ギルデロイ・ピゴットが生まれる（のち軍人）。
1888年（明治21年）1月に明治政府の招聘により、マーベル夫人と子を連れて来日した。第1次伊藤内閣および黒田内閣の法制顧問を務めた。
伊藤博文の法律顧問としては、当時滞日していたドイツ人のヘルマン・ロエスエルらと共に大日本帝国憲法の執行向上や起草に携わった。また、ピゴットは日本の文化に興味を持ち、それに関する著書を多く刊行した。
丁度3年後の1891年（明治24年）1月に任期満了となり帰国した。妻のマーベルは1896年、イギリスで植民地看護協会を設立した（1901年には、保守党新人議員のウィンストン・チャーチルが同会の幹部に加わった）。
のち、当時イギリス植民地であった香港等の司法官や最高法院長を歴任した。ベーリング海仲裁裁判所、モーリシャス最高裁判所を経て、1905年からは香港英国最高領事裁判所長官を務めた。翌年には中国政府に雇われ、日本と同じく法律顧問を務めた。同時期に再来日し、明治天皇と謁見する等、帰国後も憲法の調整に貢献した。

## エピソード
- 官報では1889年の黒田内閣の顧問の任期に、本国へ帰国して自殺したと伝えられていた[2]。
- 意見書類は、1934年刊行の伊藤博文の『秘書類纂』等に収録された。

## 著述
国策意見
- 懲戒裁判と官吏免職、1888年
- 貴族院議員資格及選挙争訟判決規則に対するピゴット氏意見、1890年
- 貴族院議員資格及選挙争訟判決規則（明治23年勅令第221号）、1890年

日本文化
- 『日本の音楽と楽器』- 帰国後の1893年に執筆、刊行。
- 『日本の庭園』- 1892年に刊行。
- 『日本の装飾美術』- 1910年に刊行。